# Roc Nation Sports
Roc Nation Sports est une division de Roc Nation spécialisée dans le management de sportifs.

## Historique
L'entreprise est créée en février 2013 par le rappeur et homme d'affaires Jay-Z avec la Creative Artists Agency comme partenaire. Le rappeur explique son intention : « en raison de mon amour du sport, c'était une progression naturelle de créer une entreprise pour aider les athlètes dans différents sports de la même façon que nous avons aidés des artistes dans l'industrie musicale depuis des années »,.

## Clients[3]
- Robinson Canó, Mets de New York
- Victor Cruz, Giants de New York
- Skylar Diggins, Dallas Wings
- Geno Smith, Seahawks de Seattle
- Kevin Durant, Nets de Brooklyn
- C.C. Sabathia, Yankees de New York
- Hakeem Nicks, Giants de New York
- James Young, Wildcats du Kentucky
- Jérôme Boateng, Bayern Munich
- Romelu Lukaku, Inter Milan
- Kevin De Bruyne, Manchester City
- Axel Witsel, Borussia Dortmund
- Kyrie Irving, Nets de Brooklyn
- JuJu Smith-Schuster, Steelers de Pittsburgh
- Leonard Fournette, Jaguars de Jacksonville
- Melvin Ingram, Chargers de Los-Angeles
- Andre Ward , Boxeur
- Chris Boucher, Raptors de Toronto
- Danny Green , Lakers de Los-Angeles
- Meng Fanlong, boxeur
- Ndamukong Suh , Buccaneers de Tampa Bay
- Saquon Barkley , Giants de New York
- Todd Gurley , Rams de Los-Angeles
- Trey Burke, 76ers de Philadelphie
- Zylan Cheatham , Pelicans de la Nouvelle-Orleans
- Al-Farouq Aminu, Magic d'Orlando
- Dustin Peterson , Mud Hens de Toledo
- Jaire Alexander , Packers de Green Bay
- Kevin Porter Jr., Cavaliers de Cleveland
- Nick Kwiatkowski, Bears de Chicago
- PJ Washington , Hornets de Charlotte
- Rudy Gay , Spurs de San Antonio
- Tye Smith , Titans du Tennessee
- Lonzo Ball , Pelicans de la Nouvelle-Orleans
- LiAngelo Ball
- LaMelo Ball, Illawarra Hawks
- Markelle Fultz, Magic d'Orlando
- Cheslin Kolbe, Stade Toulousain
- Siya Kolisi, Sharks (rugby à XV)